# Michele Guerra
Michele Guerra (Parma, 19 gennaio 1982) è un politico italiano, sindaco di Parma dal 1º luglio 2022.

## Biografia
Dopo la maturità classica si laurea con lode in Lettere Moderne all'Università di Parma nel 2004, dove poi consegue un dottorato in Storia dell'arte e dello spettacolo discutendo una tesi sulla rappresentazione delle classi rurali nel cinema italiano dal fascismo agli anni settanta.

### Attività accademica
Dal 2009 al 2011 è stato professore a contratto di Storia e critica del cinema nel corso di Scienze della comunicazione scritta e ipertestuale all'Università di Parma, mentre dal 2011 al 2015 è stato ricercatore di Cinema, Fotografia e Televisione presso la stessa Università. Dopo essere stato professore associato dal 2015 al 2018, ricopre il ruolo di professore ordinario dal 2018. Le sue ricerche accademiche riguardano principalmente la teoria del cinema e delle immagini, con un interesse particolare per la relazione tra le immagini in movimento e le neuroscienze cognitive, su cui ha ottenuto una fellowship presso la Stanford University e ha condotto ricerche sperimentali in collaborazione con il neuroscienziato Vittorio Gallese, confluite nel libro "Lo schermo empatico. Cinema e neuroscienze" (Premio Limina 2016), pubblicato in italiano da Raffaello Cortina e tradotto in inglese da Oxford University Press.

### Attività politica
Dal 2017 al 2022 ha ricoperto come tecnico la carica di Assessore alla Cultura e alle Politiche Giovanili nel Comune di Parma nella seconda giunta del sindaco Federico Pizzarotti, guidando il progetto che ha portato Parma ad essere nominata Capitale Italiana della Cultura per l'anno 2020, titolo poi prolungato dal Ministero della Cultura al 2021 a causa della pandemia. 

#### Sindaco di Parma
In vista delle elezioni comunali del 2022, a seguito di un accordo tra il movimento Effetto Parma del sindaco uscente Pizzarotti e la coalizione di centro-sinistra guidata dal Partito Democratico e comprendente Articolo Uno, Coraggiosa, Sinistra Italiana, Italia Viva, +Europa, Radicali, Volt, Partito Socialista e Lista Michele Guerra Sindaco, Guerra viene indicato come candidato ufficiale della coalizione per la carica di sindaco di Parma. Dopo aver ottenuto il 44,18% dei voti al primo turno, sconfigge al ballottaggio il candidato del centro-destra, l'ex sindaco Pietro Vignali, con il 66% dei voti, venendo eletto primo cittadino.

## Opere
- Il meccanismo indifferente. La concezione della storia nel cinema di Stanley Kubrick, Aracne, 2007.
- Gli ultimi fuochi. Cinema italiano e mondo contadino dal fascismo agli anni Settanta, Bulzoni, 2010.
- Le immagini tradotte: usi, passaggi, trasformazioni, con Cristina Casero, Diabasis, 2011.
- Lo schermo empatico. Cinema e neuroscienze, con Vittorio Gallese, Cortina, 2015.
- Invenzioni dal vero. Discorsi sul neorealismo, Diabasis, 2015.
- Universo Gomorra. Da libro a film, da film a serie, Mimesis, 2018.
- Atti critici in luoghi pubblici. Scrivere di cinema, tv e media dal dopoguerra al web, Diabasis, 2019.
- Il limite dello sguardo: oltre i confini delle immagini, Raffaello Cortina Editore, 2020.
- Culture del film: la critica cinematografica e la società italiana, Il Mulino, 2020.
- The Empathic Screen. Cinema and Neuroscience, Oxford University Press, 2020.